# Blaschkoallee (métro de Berlin)

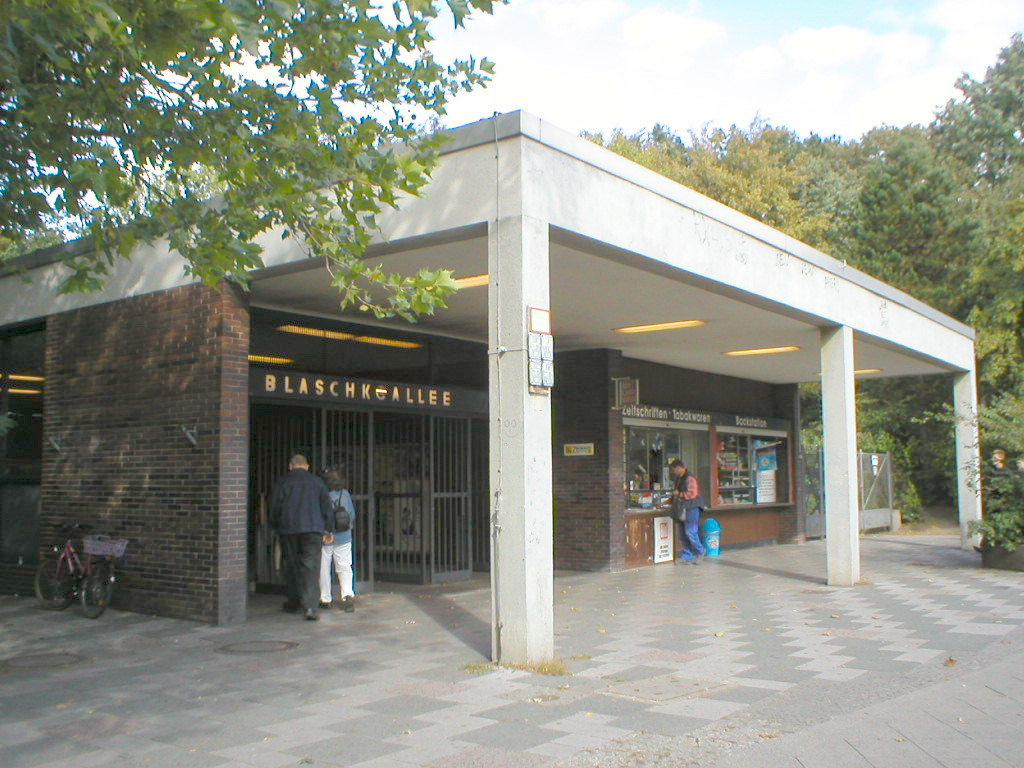
L'entrée de la station.

Blaschkoallee est une station de la ligne 7 du métro de Berlin en Allemagne, située dans le quartier de Britz, de l'arrondissement de Neukölln.

## Situation
La station est établie sous l'intersection des avenues Blaschko et Fritz-Reuter, au sud du parc Buschkrug, dans le quartier de Britz, entre Grenzallee au nord, en direction de Rathaus Spandau, et Parchimer Allee au sud, en direction de Rudow.

## Historique
Elle est ouverte le 28 septembre 1963 lors de la mise en service du prolongement de la ligne entre Grenzallee et Britz-Süd.
Sa conception est due à l'architecte Werner Düttmann et l'intérieur présente alors des parois recouvertes de carreaux en céramique blancs, cependant que les piliers centraux sont eux ornés de briques rouges. Ce décor initial disparaît lors d'une rénovation en 2008.
Le 10 juin 2014, un ascenseur est mis en service après dix-huit mois de travaux.

## Service des voyageurs

### Accueil
La station comprend une bouche équipée d'un ascenseur et d'un escalier mécanique qui la rendent totalement accessible aux personnes à mobilité réduite. Les deux voies encadrent un quai central.

### Desserte
Blaschkoallee est desservie par les rames circulant sur la ligne 7 du métro.

### Intermodalité
La station de métro est en correspondance avec la ligne d'autobus no 170 de la BVG.